# Kařez
Kařez (v místním nářečí Karez, německy Karas) je obec v okrese Rokycany v Plzeňském kraji. Leží zhruba čtyři kilometry jihovýchodně od Zbiroha, 8,5 kilometru západně od Hořovic a asi šestnáct kilometrů severovýchodně od Rokycan. Žije zde 712 obyvatel.
Obec leží při Zbirožském potoce. Sousedními obcemi sídla jsou Zbiroh, Kařízek, Cekov, Újezd a Cerhovice.

## Název
Název Kařez vznikl hláskovou obměnou ze jména Pařez.
V roce 1869 nesla název Kařez t. Velký Kařez, od roku 1880 se nazývá Kařez.

## Historie
První písemná zmínka o obci pochází z roku 1281, kdy se jmenuje vladyka Ota z Kařeza (Otto de Karzez).
V roce 2022 obec vyhrála soutěž o nejlepší vesnici Plzeňského kraje.

## Obyvatelstvo
| Rok            | 1869 | 1880 | 1890 | 1900 | 1910 | 1921 | 1930 | 1950 | 1961 | 1970 | 1980 | 1991 | 2001 | 2011 | 2021 |
| -------------- | ---- | ---- | ---- | ---- | ---- | ---- | ---- | ---- | ---- | ---- | ---- | ---- | ---- | ---- | ---- |
| Počet obyvatel | 313  | 510  | 584  | 521  | 512  | 780  | 720  | 642  | 694  | 627  | 618  | 544  | 541  | 591  | 708  |
| Počet domů     | 38   | 88   | 87   | 91   | 90   | 80   | 118  | 147  | 144  | 159  | 166  | 207  | 216  | 233  | 253  |

## Obecní správa
V roce 1869 Kařez byl osadou obce Kařízek v okrese Hořovice. Od roku 1880 je samostatnou obcí v okrese Hořovice (1880–1890), později v okrese Rokycany.

### Části obce
- Kařez (k. ú. Kařez)

Součásti obce jsou základní sídelní jednotky Borek, Malý Újezd a Pětidomí.
Obec se od 1. ledna 1993 nečlení na evidenční části.
V letech 1961–1992 k obci patřil Kařízek a od 1. dubna 1980 do 28. února 1990 také Cekov a Sirá.

### Obecní symboly
Znak a vlajka byly obci uděleny rozhodnutím předsedy Poslanecké sněmovny Parlamentu České republiky dne 27. února 2004.

## Doprava

### Dopravní síť
Obcí vede silnice II/605 Praha – Beroun – Plzeň – Rozvadov. Územím obce dále vedou silnice II/234 Radnice – Lhota pod Radčem – Kařez – Malý Újezd, II/235 Kařez – Zbiroh – Terešov – Mlečice – Sádky a dálnice D5. Do obce dále vedou silnice III. třídy.

### Autobusová doprava 2024
Autobusovou dopravu v obci Kařez zajišťuje společnost Arriva Střední Čechy. Obec je součástí Integrované dopravy Plzeňského kraje (IDPK) a Pražské integrované dopravy (PID). V obci se nacházejí zastávky Kařez, Kařez,u Jednoty a Kařez,žel.zast. Pod obec dále spadají zastávky Kařez,Borek, Kařez,Pětidomí a Kařez,rozc.u Sudů. Obec obsluhují autobusové linky 547, 470240 a 470421. Linka 547 spojuje městys s Kařezem, Kařízkem, Komárovem, Osekem a Hořovicemi. Autobusy linky 470240 spojují Kařez se Zbirohem, Drahoňovým Újezdem, Sebečicemi, Terešovem, Ostrovcem-Lhotkou, Mlečicemi, Chlumem, Podmokly, Zvíkovcem a Chříčem. Naopak linka 470421 spojuje obec s Kařízkem a směrem na druhou stranu s Cekovem, Zbirohem, Týčkem a Líšnou.

### Železniční doprava 2024

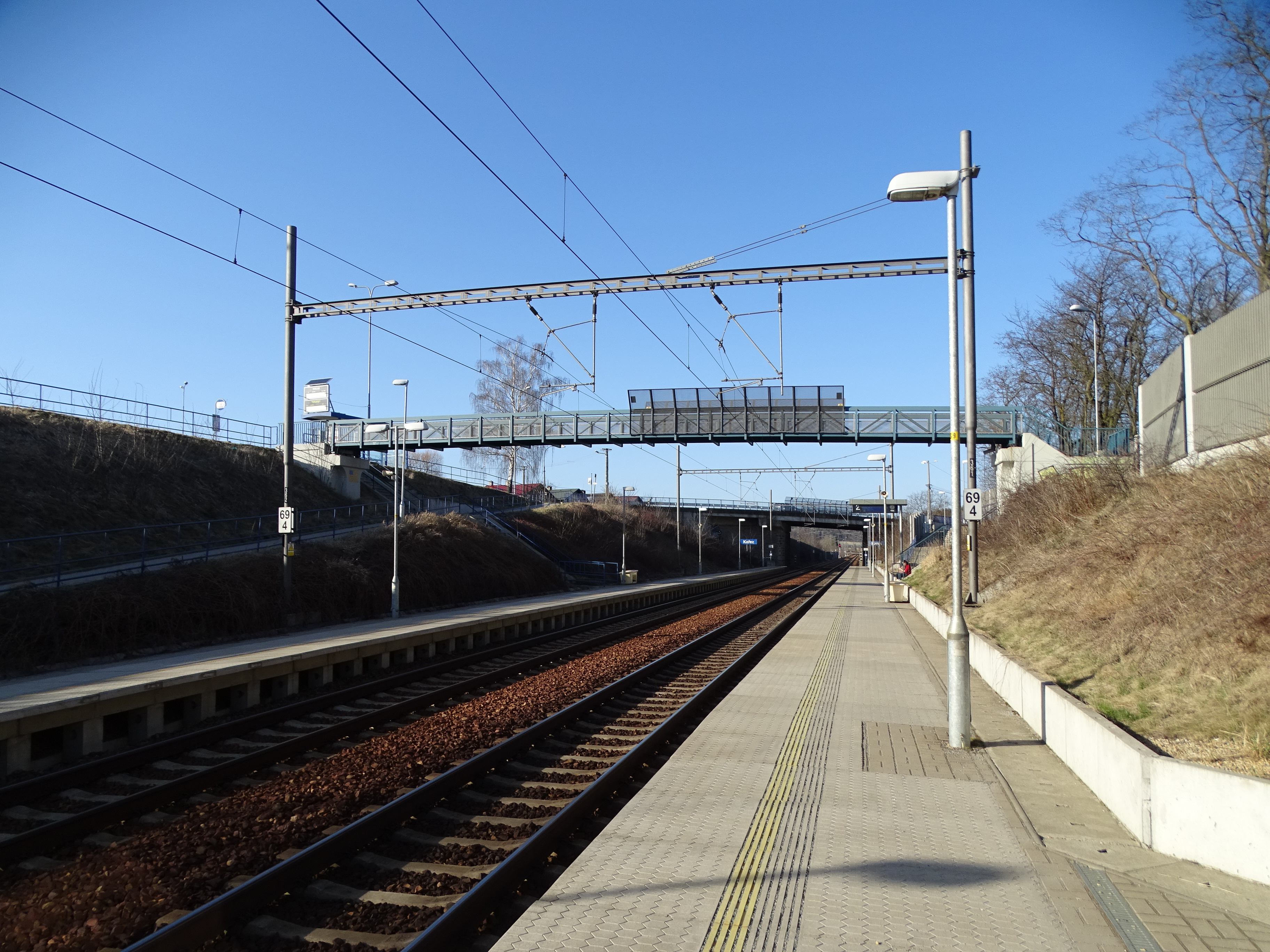
Železniční zastávka

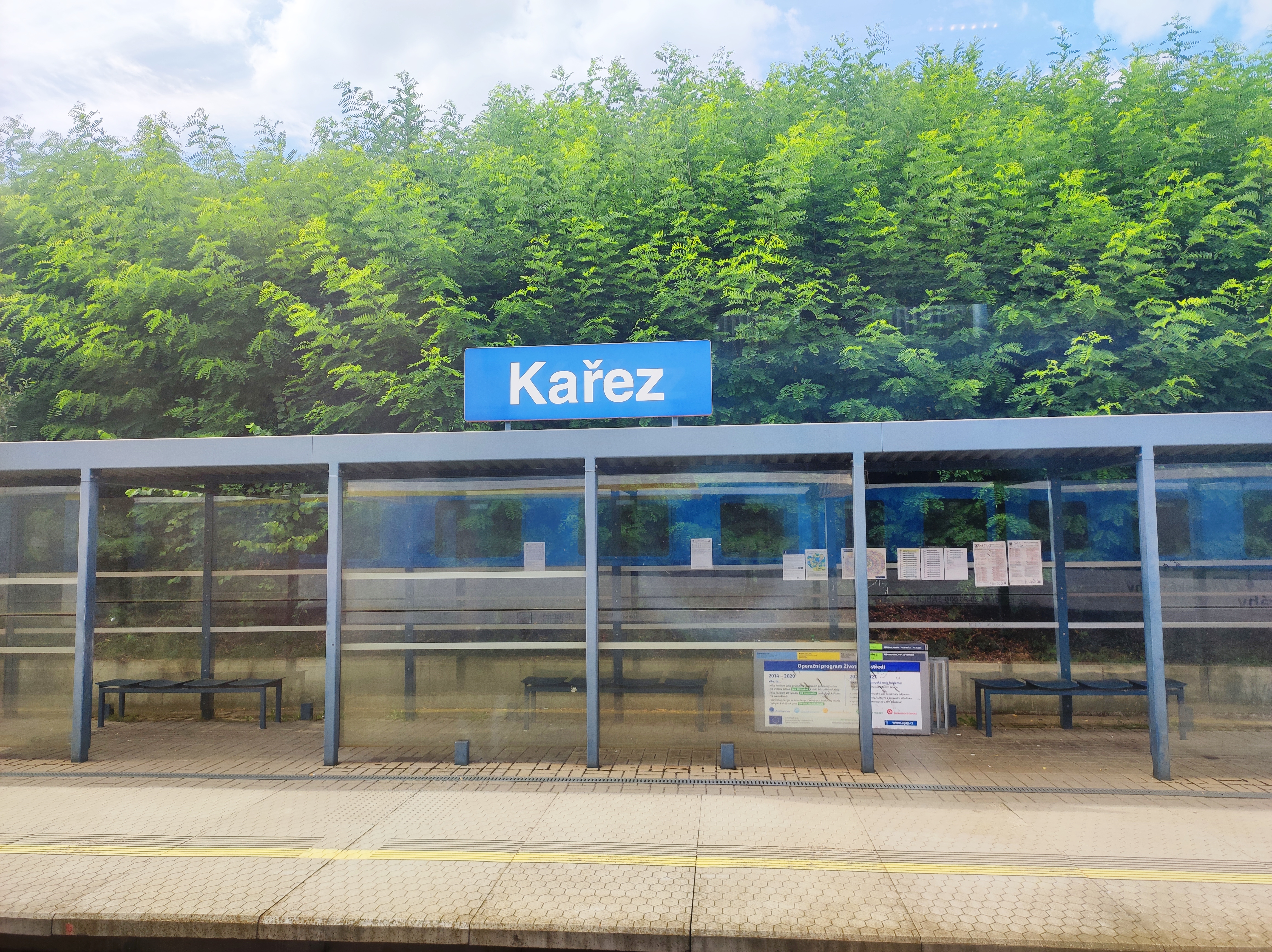
Železniční zastávka

Obcí prochází dvoukolejná elektrizovaná celostátní železniční trať 170 Praha–Plzeň, která je zařazená do evropského železničního systému a je součástí III. tranzitního železničního koridoru. Doprava z Prahy do Plzně byla zahájena v roce 1862. V obci se nachází železniční zastávka Kařez, kde zastavují osobní vlaky linky S70 Pražské integrované dopravy (PID) v úseku Beroun–Kařez a v úseku Kařez–Klatovy jsou na lince P2 Integrované dopravy Plzeňského kraje (IDPK) a rychlíky linky R16. Osobní vlaky linky S70 jezdí z Berouna přes Zdice a Hořovice a pokračují dále do Rokycan, Plzně, Dobřan, Přeštic, Švihova a Klatov. Rychlíky denně spojují Kařez s Prahou, Berounem, Zdicemi, Hořovicemi, Rokycanami, Plzní, Dobřany, Přešticemi, Švihovem, Klatovy, Nýrskem a Železnou Rudou. Obě tyto linky provozuje společnost České dráhy. Na území obce, v oblouku vzdáleném asi 1 km severně od obce, se nachází Zbiroh nákladní nádraží. Od 27. dubna 2012 sloužící pouze nákladní dopravě.

## Pamětihodnosti
- Kostel svatého Jana Nepomuckého - novodobý, z let 1942 až 1947
- Přírodní památka Kařezské rybníky - soustava rybníků jihozápadně od obce

## Osobnosti
Pobývali zde Jaroslav Heyrovský a operní pěvkyně Marie Gärtnerová.

## Galerie

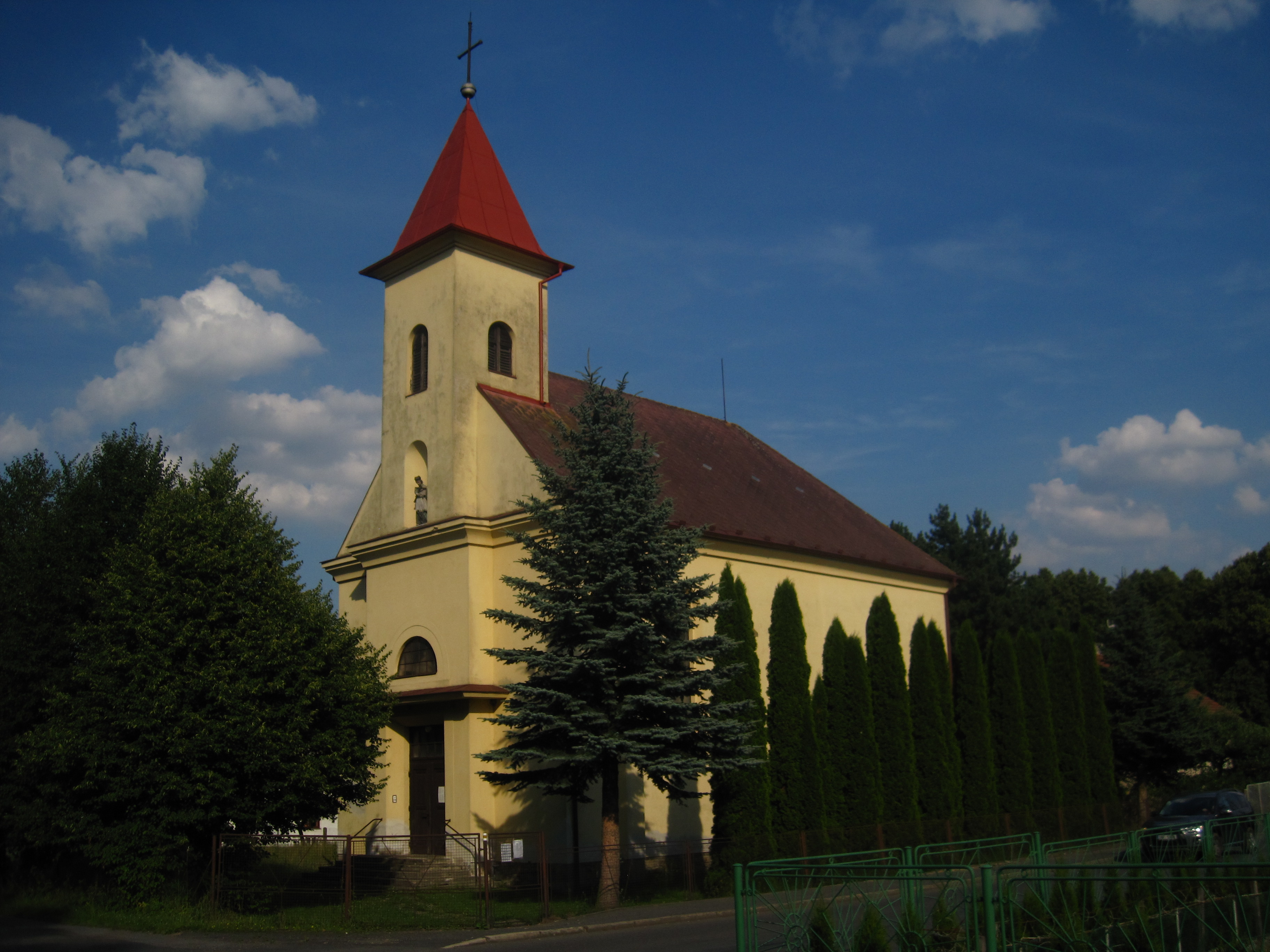
Kostel svatého Jana Nepomuckého
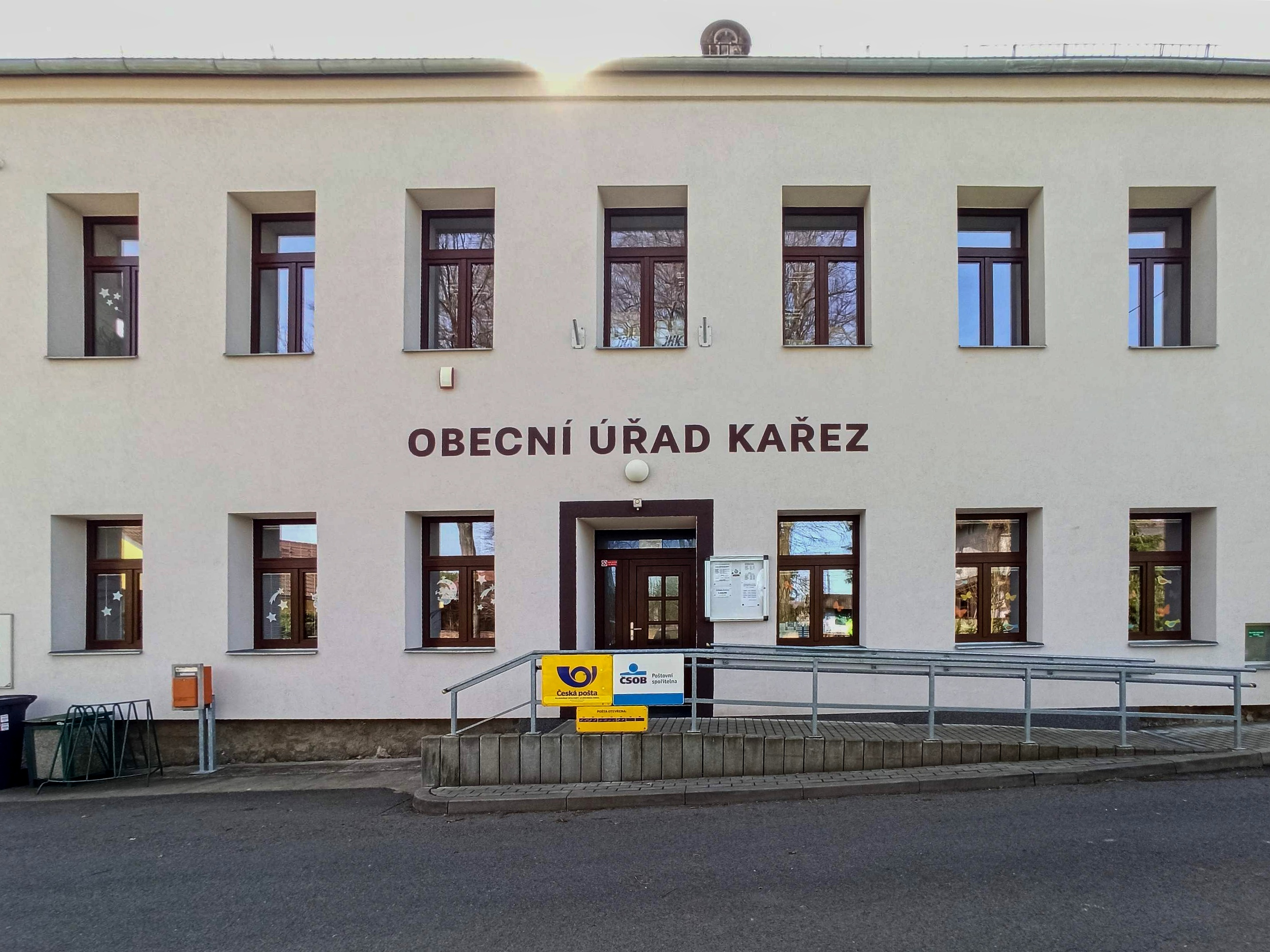
Obecní úřad a pošta
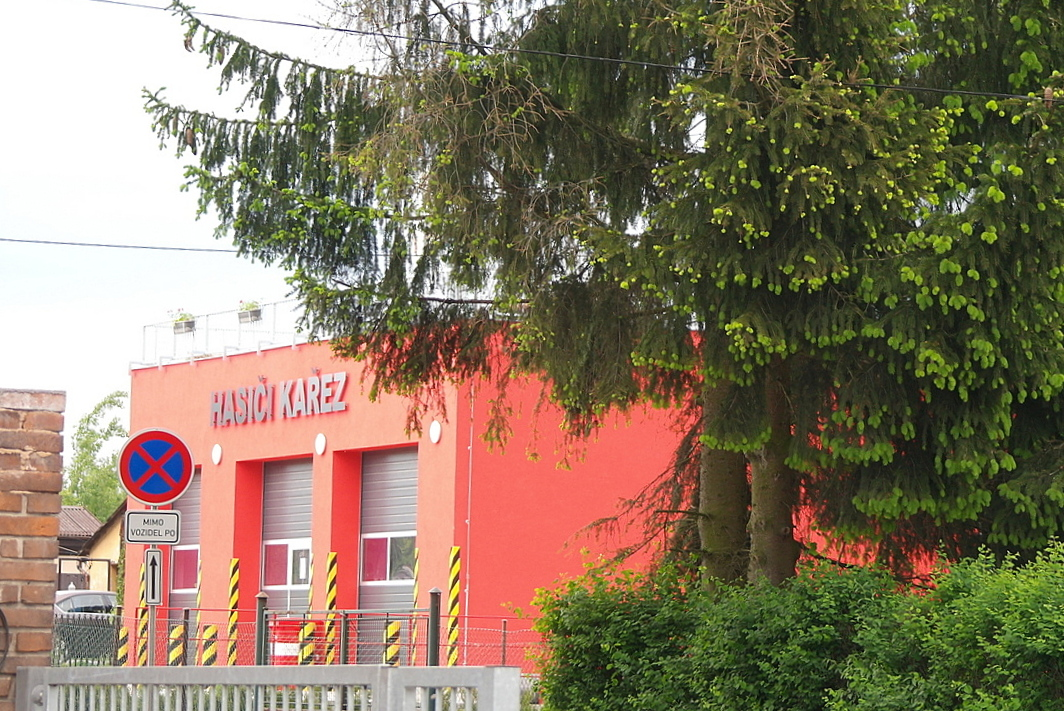
Hasičská zbrojnice
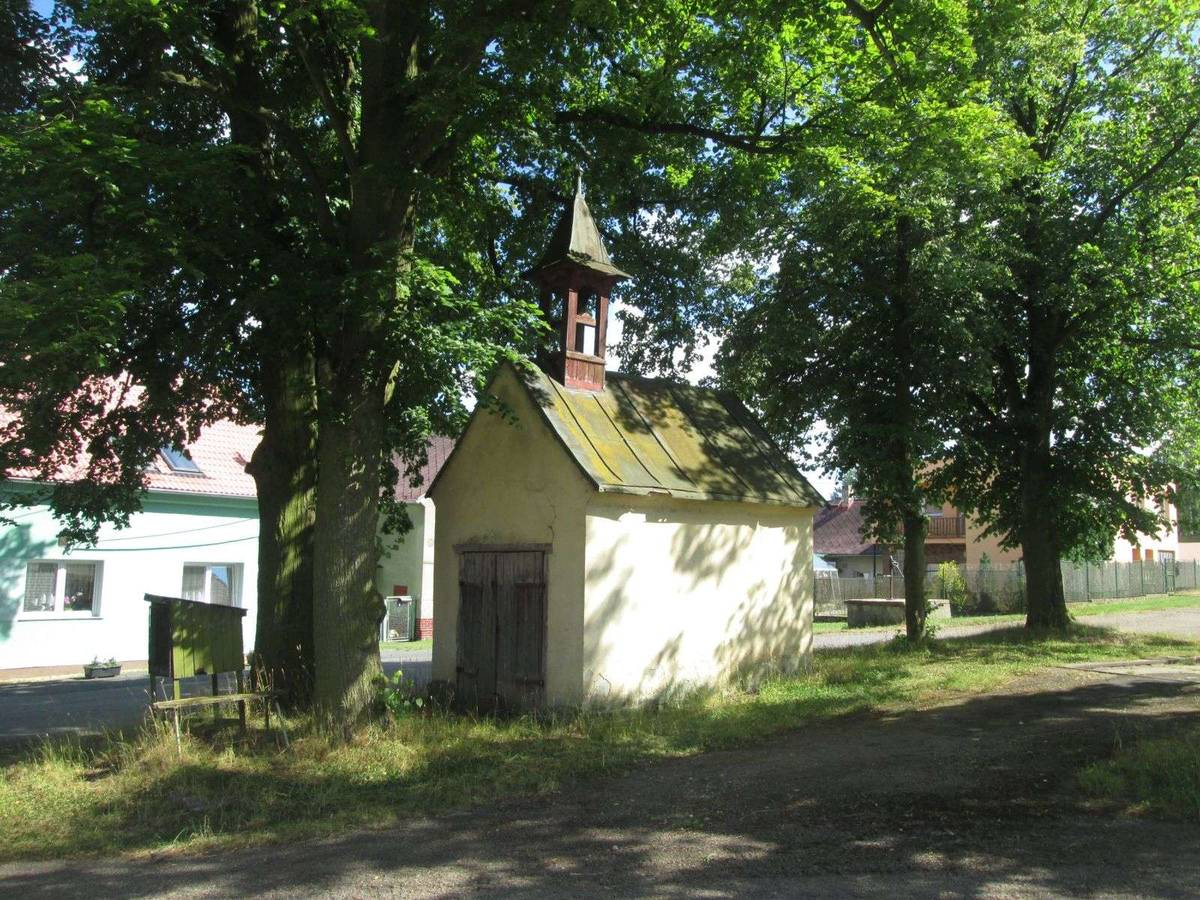
Kaple